# Marble Hill (Missouri)
Pour les articles homonymes, voir Marble Hill.
Marble Hill est une ville de l'État du Missouri, aux États-Unis. Elle est le siège du comté de Bollinger.

## Démographie
Marble Hill était peuplée, lors du recensement de 2000, de 1 502 habitants.